# Edward Ashod Tiryakian
Edward Ashod Tiryakian (armenisch Էդվարդ Աշոտ Թիրյաքյան, * 6. August 1929 in Bronxville; † 1. Februar 2025 in Durham) war ein US-amerikanischer Soziologe und Professor der Duke University.
Tiryakian legte 1952 das Bachelor-Examen an der Princeton University mit Auszeichnung ab, machte 1954 das Master-Examen für Soziologie an der Harvard University und wurde dort 1956 zum Ph.D. promoviert. Seine akademischen Lehrer waren Talcott Parsons und Pitirim Sorokin.
Von 1956 bis 1962 war Tiryakian Dozent an der Princeton University und von 1962 bis 1965 an der Harvard University. 1965 wurde er an der Duke University Associate Professor 1967 Full Professor. Von 1969 bis 1972 war er Vorsitzender des dortigen Departments für Soziologie und Anthropologie. Seine Emeritierung erfolgte 2004. Danach setzte seine Lehrtätigkeit fort, unter anderem an der University of South Carolina.
Seine Forschungsschwerpunkte waren Religionssoziologie, Globalisierung, Katastrophensoziologie und Geschichte der Soziologie. 

## Schriften (Auswahl)
- For Durkheim. Essays in historical and cultural sociology. VT Surrey, Burlington 2009, ISBN 978-0-75467-155-8.
- Ethnicity, ethnic conflicts, peace processes. Comparative perspectives. De Sitter Publications, Whitby 2004, ISBN 1897160089 (als Herausgeber).
- The evaluation of occupations in a developing country. The Philippines. Garland Pub., New York, ISBN 0824027620.
- Sociologism and existentialism. 2. Auflage, Arno Press, New York 1979, ISBN 0405121253.